# 加的斯湾自然公园
加的斯湾自然公园（西班牙語：Parque Natural de la Bahía de Cádiz）是西班牙南部加的斯省的的一处自然公园。1989年正式建立。

## 简介
加的斯湾自然公园位于瓜達萊特河的入海口，由一片沼泽地、海滩、芦苇荡和土丘组成。人们可以在该自然公园内进行观鸟、帆船和徒步旅行等休闲活动。
公园里的动物有北方塘鹅、鹳、鸕鶿、鳳頭鷿鷈、火烈鸟、燕鷗、海鵰、反嘴鹬等。该公园还是欧盟Natura 2000网络认定的鸟类特殊保护地和生态重要区域（Site of Community Importance）。

## 图集

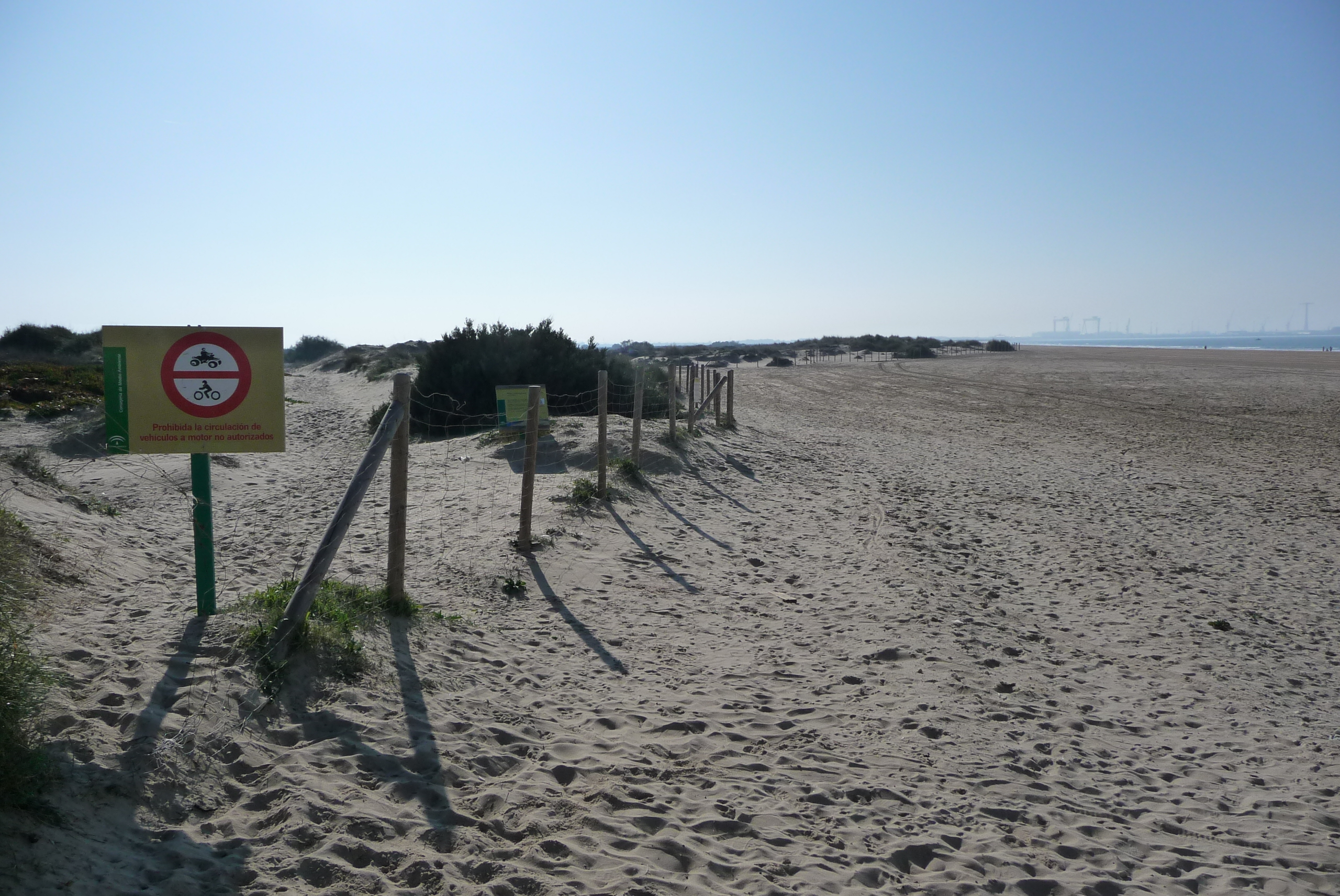
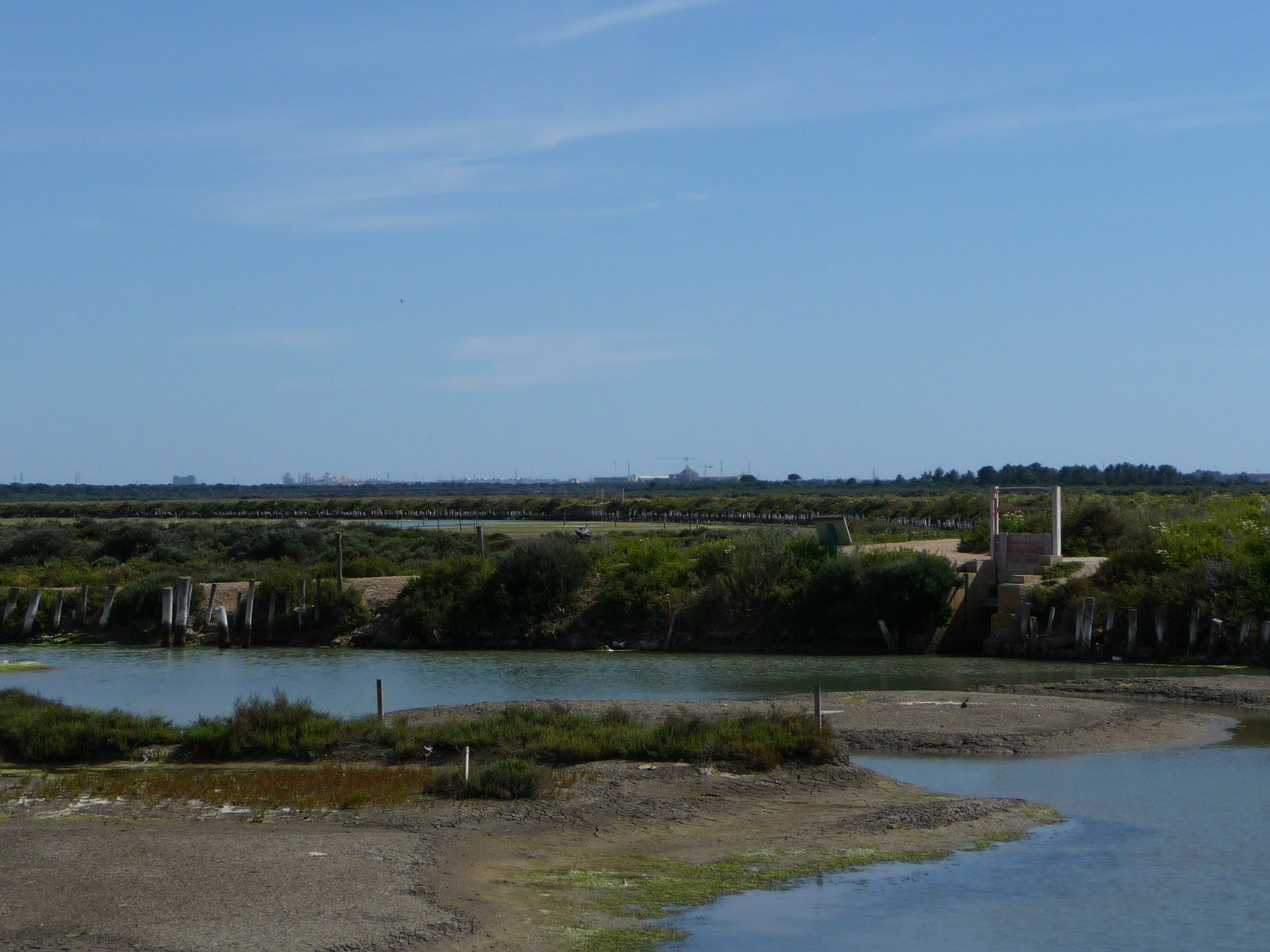
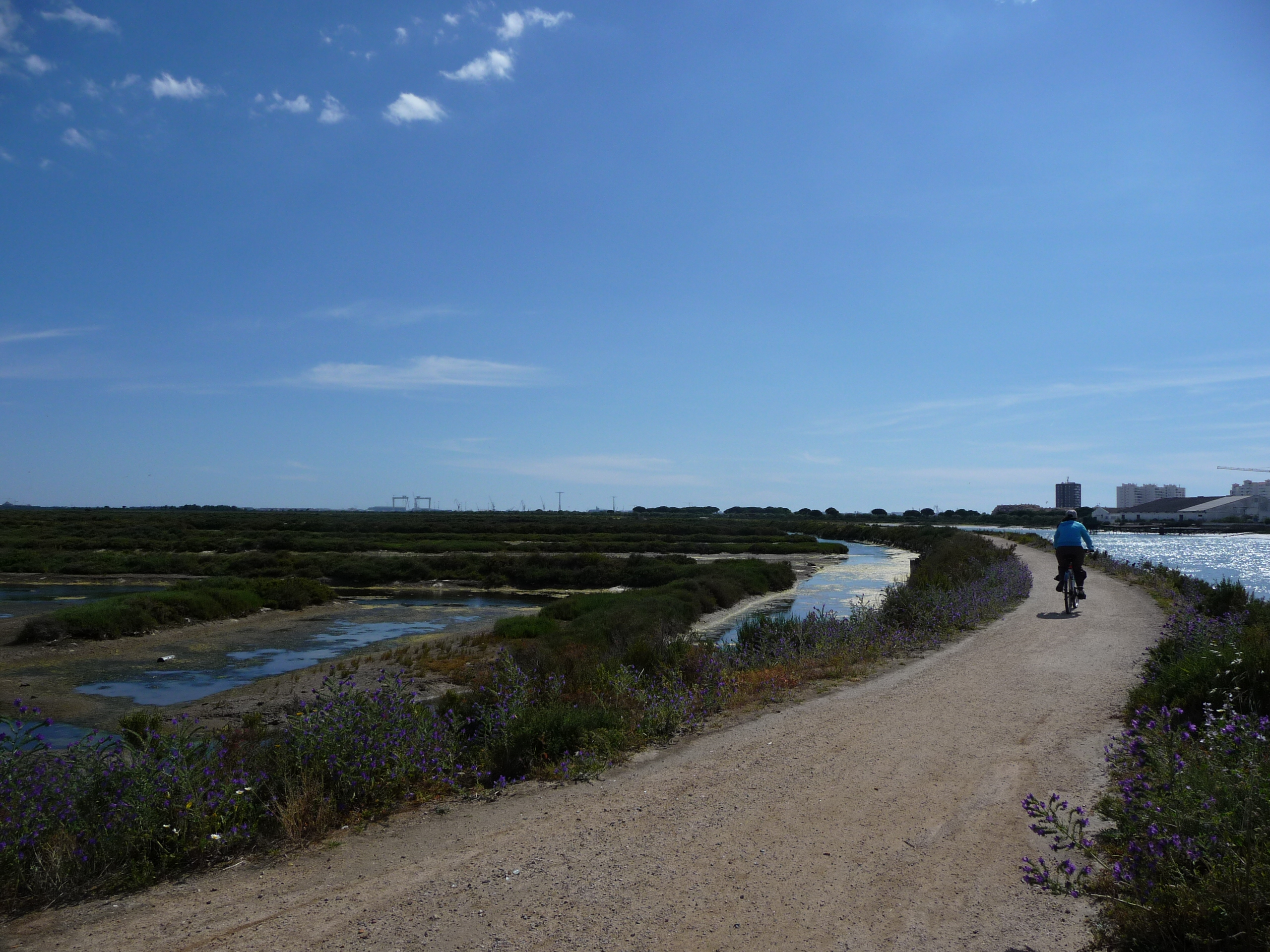
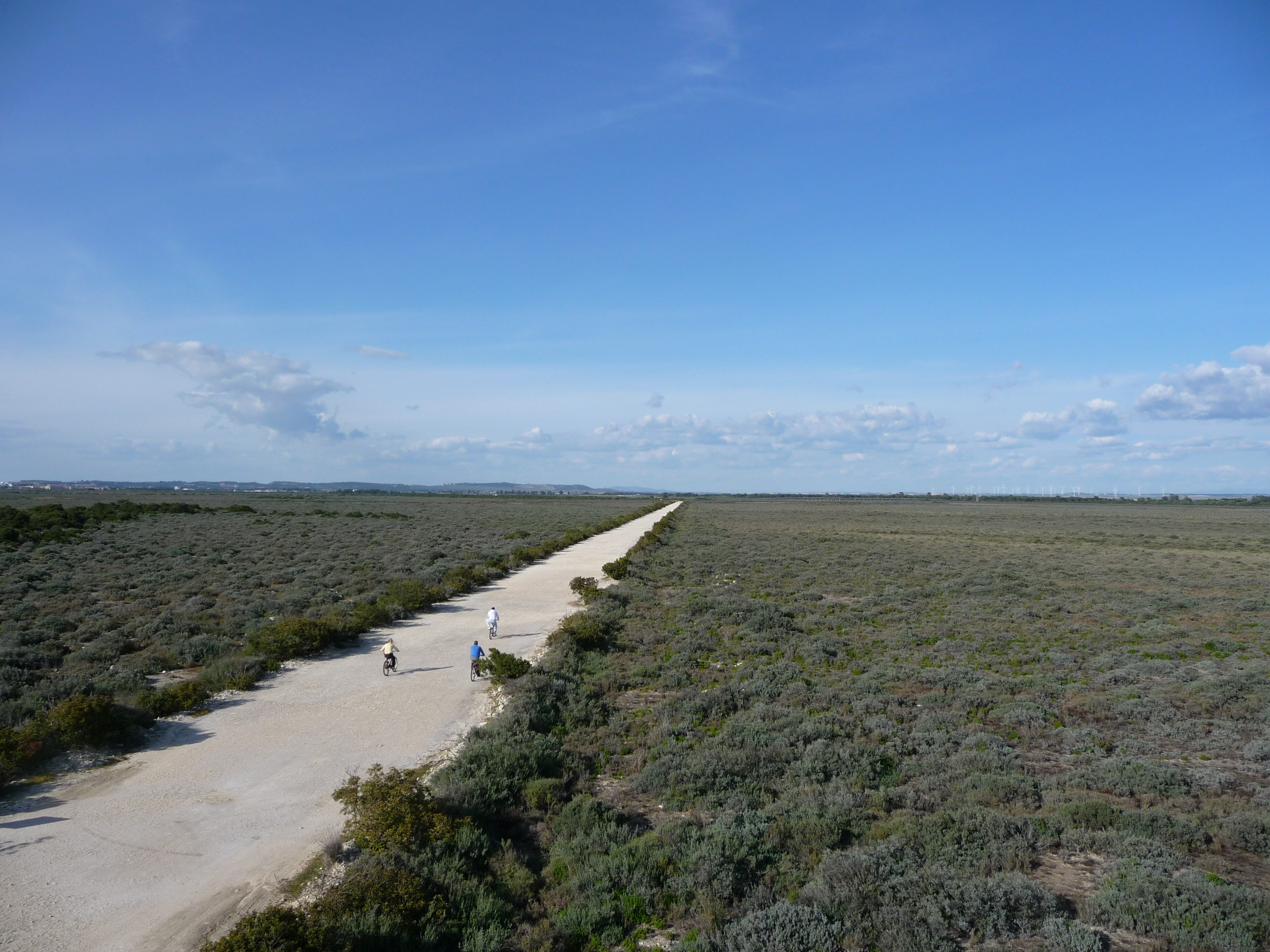